# Fantasie op Russische volksliedjes
Fantasie op Russische volksliedjes is een compositie van de Russische componist Boris Tsjajkovski. Tsjajkovski kreeg gedurende zijn muziekleven het verwijt dat hij maar al te graag teruggreep op de muziekgeschiedenis van zijn land. Achteraf werd echter geconstateerd dat hij vooral in het begin van zijn muzikale loopbaan zich wendde tot de Russische volksmuziek. Het verwijt kwam waarschijnlijk uit de hoek van de meer experimentelere groep componisten die even opgang kreeg tijdens het Sovjet-regime. Het was echter snel afgelopen met de meer naar de klassieke muziek van de 20e eeuw-gerichte muziek, men moest toen daadwerkelijk teruggrijpen naar eerdere muziek.
De fantasie van Boris Tsjajkovski is een werk dat hij schreef terwijl nog onder de invloed stond van Dmitri Sjostakovitsj en Nikolaj Mjaskovski. Tsjajkovski leende muziek uit de muziekboeken van Mili Balakirev en de (in positieve zin) onvermijdelijke Nikolaj Rimski-Korsakov (Kleine bloemen stonden in bloei). Daarbij moet vermeld worden dat Rimski-Korsakov leraar was van Sjostakovitsj. De bewerking van Kleine bloemen zit zowel aan het begin als thema als aan het eind. In tegenstelling tot Sjostakovitsj hield Tsjajkovski het licht. De eerste uitvoeringen werden gegeven door het Groot Symfonieorkest van de Russische Radio onder leiding van Samoeil Samosoed en Aleksandr Gauk, deze laatste gaf de eerste openbare uitvoering op 7 december 1951. Tijdens het schrijven vervulde Tsjajkovski een functie bij de radio in de Sovjet-Unie.

## Orkestratie
- 3 dwarsfluiten waarvan 1 ook piccolo , 3 hobo’s waarvan 1 ook althobo, 2 klarineten, 2 fagotten
- 4 hoorns, 3 trompetten, 3 trombones, 1 tuba
- pauken, triangel, tamboerijn, kleine trom, bekkens, grote trom en xylofoon , 1 harp
- violen (18 eerste, 16 tweede), 14 altviolen, 12 celli, 10 contrabassen

## Discografie
- Uitgave Northern Flowers: Radiosymfonieorkest Moskou o.l.v. Gauk uit 1952